# 遺伝的連鎖
遺伝的連鎖（いでんてきれんさ、英: genetic linkage）または連関（れんかん）とは、特定の対立遺伝子の組合せ（ハプロタイプ）が、メンデルの独立の法則に従わずに親から子へ一緒に遺伝する遺伝学的現象をいう。

## 概要
典型的な場合には各対立遺伝子は、他の遺伝子座位で対立遺伝子のどちらが遺伝するかには関係なく遺伝する（メンデルの独立の法則）。染色体は減数分裂の際にランダムに分配されるから、遺伝子が別の染色体上にある場合には独立の法則が成り立つ。しかし同じ染色体上にある2つの対立遺伝子は一緒に遺伝しやすく、このときそれらは連鎖しているという。また、共に連鎖している遺伝子、つまり一つの染色体全体の遺伝子を連鎖群という。連鎖の現象はメンデルの法則再発見の直後、ウィリアム・ベイトソンとレジナルド・パネットによって発見された。
例えば、メンデルの実験に於いて、彼が取り上げたエンドウの七組の対立形質では独立の法則が成り立つ。もし彼が、更に多くの対立形質を取り上げていれば、連鎖に遭遇したはずである。一方ショウジョウバエでは例えば眼の色と羽の長さを支配する遺伝子は連鎖しており、ともに遺伝しやすい。ただし、多くの場合、連鎖は完全なものではなく、決まった組み合わせ以外の形で、遺伝子が伝えられたと判断できる子孫が少数ながら生じることがある。この現象を組み換えと言う。
減数分裂で染色体が分離するときにはある程度遺伝子の乗り換えが起こるので、同じ染色体上にある対立遺伝子でも分離して別の娘細胞に行くことも多い。組み替えは、これによって行われると考えられる。
このことから、組み替えの起こる確率は、染色体上の距離にかかわると考えられる。大まかにいえば、2つの対立遺伝子が染色体上で離れていればいるほど乗り換えが起きる頻度が高くなる（厳密には乗り換えの起きやすい位置、起きにくい位置がある）。2つの遺伝子の間の距離は、2つの連鎖した遺伝的形質をもつ生物の子孫で、2つの表現型がともには現れないものの割合から計算できる。この割合が高いほど、2つの対立遺伝子は染色体上で離れていると考えられる。このような解析は一般には実験的に行われるが、ヒトを対象にした場合にも親兄弟や親族の間で形質を比較することにより可能である。これを連鎖解析という。
多数の遺伝子の間の連鎖から遺伝子地図（連鎖地図ともいう）が作成される。
染色体の挙動との間に共通点があることから、遺伝子は染色体上に乗っていると想定されるようになってはいたが、これを証明することは難しい。その後モーガンにより、ショウジョウバエの連鎖と組み替えについて詳しく研究され、また遺伝子地図の概念が確立された。他方で彼はショウジョウバエの唾液腺染色体に見られる縞模様に注目し、特定の形質と縞の異常に相関関係があることを見いだし、それがその形質の遺伝子の位置であると仮定し、顕微鏡観察による染色体地図を作製した。このように異なる根拠からなる二つの地図が一致したことによって、染色体上に遺伝子があることが確定した。

## 連鎖解析
連鎖解析とは、ヒトまたは動物の表現型情報と、いろいろな遺伝子座における対立遺伝子の伝達の様式との関連を遺伝統計学的に解明する方法である。特にメンデル遺伝病のように浸透率の高い遺伝性疾患の原因遺伝子探索に効果を発揮し、これまでにハンチントン病、デュシェンヌ型筋ジストロフィー、嚢胞性線維症をはじめとして、原因が分かっていなかった単一遺伝性疾患のほとんどすべての原因遺伝子の存在領域を突き止め、またいくつかの多因子遺伝病の研究にも成果を上げた。

### 原理
二つの遺伝子座があって、片方の対立遺伝子がAまたはa、もう片方がBまたはbとする。対立遺伝子Aは疾患を引き起こす原因遺伝子であると考える。ただしこの遺伝子座がどこに存在するかは未知である。この遺伝子座の位置を知りたい。もう片方の遺伝子座は、実際に実験で観察する遺伝マーカーで、場所もわかっている。
この二つの遺伝子座上の対立遺伝子の、一つの染色体上における組み合わせ（ハプロタイプ）はAB、Ab、aB、abの4通りが考えられる。ここで二つの遺伝子座の間の組換え確率をθとする。親のハプロタイプとしてAB/abを考える（片側の染色体では一つ目の遺伝子座の対立遺伝子がA、二つ目の遺伝子座の対立遺伝子がB）。このとき、子供がAB、Ab、aB、abの四種類のハプロタイプを等確率で伝達されたとする。この場合組換え確率θ=0.5であるが、そもそもこれはメンデルの独立の法則に沿っているのであって、この二つの遺伝子座は別々の染色体にあるか、もしくは同じ染色体上でもかなり遠い位置にあると考えられる。いっぽう常に子供に受け継がれるハプロタイプがABもしくはabでしかない場合、組換え確率θはほぼ0である。これは、このふたつは非常に強力に連鎖している、つまりこの二つの遺伝子座はとても近くにあると言うことを意味している。つまり、実験においてもちいた遺伝マーカーのごく近傍に、病気の原因遺伝子が存在すると考えられる。
連鎖解析によって原因遺伝子の存在する領域がわかったら、その周囲を分子生物学的手法で重点的に調べてゆく。ハンチントン病の原因遺伝子Huntingtinはこのようにして発見された。

### 直接法
二つの遺伝子座の間に起こった組換えを直接観察できているとする。病気の家系を考える。この検討を行うには大家系である必要がある。この中で遺伝因子の伝達（つまりはこの家系図の中にある人々のあいだから、この家系図の中にある子供が生まれたということ）がn回あったとする。この中で、r回の伝達においては遺伝子座間で組換えがおき、残りのs回では起きなかったとする（n=r+s）。このような観察が得られる確率は二項分布に従い、
{\displaystyle P(r|n)={\binom {n}{r}}\theta ^{r}(1-\theta )^{n-r}}
すると{\displaystyle {\hat {\theta }}=r/n}である。ここで、二つの遺伝子座は連鎖していない、つまりθ=0.5という帰無仮説をたてる。この帰無仮説が棄却されれば、二つの遺伝子座は連鎖している、すなわち遺伝マーカーは病気の原因遺伝子座の近傍に位置するということができる。θ=0.5であるかどうかの検定としてマクネマー検定を構築すると
{\displaystyle \chi _{1}^{2}={\frac {(|r-s|-1/2)^{2}}{n}}}
これは自由度1のカイ二乗分布に従う。たとえばある遺伝性疾患を持った病気の家系において、100回の伝達が記録されており、そのうち45回において組換えが観察されているとする。{\displaystyle {\hat {\theta }}=0.45}であり、マクネマーの検定p値は0.34であるからこの遺伝マーカーは病気の原因遺伝子座と連鎖はなく、したがって原因遺伝子座の近傍にはない。いっぽう別の遺伝子座をみてみると、100回のうちたった30回でしか組換えが観察されなかったとする。このとき{\displaystyle {\hat {\theta }}=0.30}、検定p値は0.000078であるのでこの遺伝マーカーは原因遺伝子座と連鎖の関係にあって、原因遺伝子座の近傍に位置すると考えられる。
組み換えを直接観察できるという前提を満たすことは困難なので、この方法は実際的ではない。

### LODスコア
LODスコア (logarithm (base 10) of odds)はNewton Mortonによってで開発された。このスコアは 連鎖解析をヒトや動物、植物集団に対して行う際に、その統計的検定の計算結果として得られる。 LODスコアは、２つの座位が強く連鎖しているサンプルから得られたデータらしいか、それとも純粋に偶然にそのようなデータが得られたらしいのか、の二つの尤度の比を取ったものである。正のLODスコアは連鎖の存在を示唆し、 逆に負のLODスコアはこれらの座位が連鎖していなさそうであることを示す。 メンデル遺伝する形質間で連鎖が見られるか否かは、複雑な家系でも計算機を使ってLODスコアを計算すれば、容易に解析できる(この計算は形質間だけでなく、マーカーと形質間、2マーカー間でも可能)。
計算方法については Strachan と Read が詳細な手順を紹介しており、単純化すると以下のようなものである：
1. 家系図を作成する
2. 各組換え確率の予想値をたくさん用意する
3. 各組換え確率でのLODスコアを計算する(0から0.5(連鎖していない))
4. 最も高いLODスコアを与えた組換え確率を予想値として採用する

LODスコアは以下のように計算する
{\displaystyle {\begin{aligned}LOD=Z&=\log _{10}{\frac {\mbox{probability of birth sequence with a given linkage value}}{\mbox{probability of birth sequence with no linkage}}}=\log _{10}{\frac {(1-\theta )^{NR}\times \theta ^{R}}{0.5^{(NR+R)}}}\end{aligned}}}
NR(non-recombinant)は組み替えの起きていない子孫の数で、Rは組み替えの起きた子孫の数を示す。分母に0.5を用いるのは連鎖していないアリル同士は50％の確率で組み替えが起きるためである(別の染色体上にある場合など)。'θ'は組み換え頻度を示す。

## 連鎖不平衡
一般の生物の集団で特定の対立遺伝子の組合せが多く見出される例があり、これを集団遺伝学で連鎖不平衡という。これは基本的には連鎖による。連鎖が親から子への遺伝情報の伝達における現象を記述しているのに対し、連鎖不平衡はある集団を観察したときにみられる属性であるという点が異なっている。